# Hüffenhardt
Hüffenhardt è un comune tedesco di 2 009 abitanti, situato nel land del Baden-Württemberg.